# Villarroya
Villarroya è un comune spagnolo di 5 abitanti (nel 2018) situato nella comunità autonoma di La Rioja.
È l'ultimo comune spagnolo per popolazione, insieme a Illán de Vacas.
È noto per essere uno dei piccoli comuni più veloce del paese nel processo elettorale.

## Società

### Evoluzione demografica
Abitanti censiti